# Орешников, Виктор Михайлович
Виктор Михайлович Оре́шников (7 [20] января 1904, Пермь — 15 марта 1987, Ленинград) — русский советский живописец-портретист, представитель ленинградского соцреализма, педагог. Член Союза художников СССР (с 1932), действительный член Академии художеств СССР (с 1954; член-корреспондент с 1947). Народный художник СССР (1969), лауреат двух Сталинских премий третьей степени (1948, 1950).

## Биография

Могила В. М. Орешникова на Литераторских мостках в Санкт-Петербурге.

Виктор Орешников родился 7 (20) января 1904 года в Перми.
В 1918 году учился в Перми, в частной художественной школе И. И. Туранского, затем в Пермских высших художественно-промышленных мастерских (с 1921 — Пермский художественный техникум) у В. А. Оболенского. В 1927 году окончил ВХУТЕИН в Ленинграде, мастерская К. С. Петрова-Водкина. В 1936 году окончил аспирантуру Института живописи, скульптуры и архитектуры, мастерская И. И. Бродского.
Живописец, автор жанровых, историко-революционных картин, портретов, натюрмортов, пейзажей. Во время Великой Отечественной войны в эвакуации продолжал много работать, создавал агитационные антигитлеровские плакаты, панно, рисунки для газет, портреты, картины, этюды.
С 1930 года и до конца жизни преподавал в Репинском институте; в 1953–1977 годах — ректор института. Кандидат искусствоведения (1937). Доктор искусствоведения (1948). Профессор (1949). В 1948–1950 гг. — руководитель творческой мастерской монументальной живописи АХ СССР в Ленинграде. С 1960 по 1987 гг. руководил творческой мастерской станковой живописи АХ СССР в Ленинграде .
Персональные выставки художника состоялись в Ленинграде (1954, 1974, 1985) и Москве (1975). В 1989—1992 годах уже после смерти художника его работы с успехом были представлены на выставках и аукционах русской живописи L' Ecole de Leningrad во Франции.
Академик АХ СССР (1954; член-корреспондент с 1947). Член Союза художников СССР с 1932 года.
Скончался 15 марта 1987 года в Ленинграде; похоронен на Литераторских мостках.

### Семья
- Отец — Михаил Петрович Орешников, надворный советник
- Мать — Ольга Николаевна Орешникова
- Супруга — Мадина Владимировна Орешникова (Калманова) (1912—1987)
  - Сын — Орешников, Александр Викторович (р. 1939), художник
    - Внучка — Ольга Орешникова (р. 1962), художник
    - Внук — Павел

## Награды и звания
- Народный художник РСФСР (1956)[5]
- Народный художник СССР (1969)
- Сталинская премия третьей степени (1948) — за картину «В. И. Ленин на экзамене в Петербургском университете» (1947)
- Сталинская премия третьей степени (1950) — за картину «В штабе обороны Петрограда» (1949)
- Орден Ленина (1974)
- Орден Трудового Красного Знамени (1957)
- Орден «Знак Почёта» (1961)
- Орден Дружбы народов (1984)
- Медаль «Ветеран труда»
- Медаль «В ознаменование 100-летия со дня рождения Владимира Ильича Ленина»
- Медаль «За доблестный труд в Великой Отечественной войне 1941—1945 гг.»
- Медаль «В память 250-летия Ленинграда»

## Автор картин
- «В. И. Ленин на экзамене в Петербургском университете» (1947, Санкт-Петербургский государственный университет)
- «В штабе обороны Петрограда» (1949, Третьяковская галерея)
- портреты — жены М. В. Орешниковой (1945, Пермская государственная художественная галерея), Иосифа Сталина (1948), балерины Аллы Шелест (1949), скульптора Всеволода Лишева (1952), директора Эрмитажа Бориса Пиотровского[6] (1970—1971; все перечисленные — Русский музей), народного артиста СССР Владимира Тхапсаева (1955; Северо-Осетинский художественный музей), скульптора Михаила Керзина (1974; Музей Академии художеств)[7].
- «Сибирячка» (1987, Академия художеств им. Репина)[уточнить]

## Ученики
- Абрамов Николай Алексеевич (1930—1999)
- Амшинская, Елена Борисовна (род. 1934)
- Ахмедов, Рахим Ахмедович (1921—2008)
- Васильев, Анатолий Ильич (1917—1994)
- Вовкушевский, Ростислав Иванович (1917—2000)
- Волков, Василий Романович (1909—1988)
- Гетманская, Ирина Ивановна (род. 1939)
- Ефремов, Ким Евгеньевич (1933—2008)
- Калманов, Батр Николаевич (1920—1981)
- Карклин, Рудольф Францевич (1927—1993)
- Керимбеков, Кульчоро Керимбекович (1922—1989)
- Кириллова, Лариса Николаевна (род. 1943)
- Корнеев, Борис Васильевич (1922—1973)
- Коровяков, Александр Петрович (1912—1993)
- Костенко, Елена Михайловна (1926—2019)
- Мацко, Юрий Яковлевич (род. 1947)
- Межиров, Юрий Александрович (1933—2012)
- Молодых, Станислав Семенович (1942—2003)
- Мыльников, Андрей Андреевич (1919—2012)
- Набатов, Вячеслав Васильевич (1939—1995)
- Отиев, Виктор Александрович (1935—2000)
- Петров-Маслаков, Всеволод Михайлович (род. 1930)
- Шевченко, Тимофей Тимофеевич (1917—1974)
- Батцэнд Пурэвсух (1948—1991)
- Печатин, Валентин Александрович (1920—2006)
- Позднеев, Николай Матвеевич (1930—1978)
- Ребане, Эрих Иоганесович (1922—1999)
- Рудницкая, Мария Леонидовна (1916—1983)
- Соколов, Александр Иванович (1918—1973)
- Телепов, Николай Алексеевич (1916—2001)
- Токарева, Александра Феликсовна (1926—2015)
- Угаров, Борис Сергеевич (1922—1991)

## Память
- В Санкт-Петербурге на доме, где в 1967—1987 годах жил художник (Петровская наб., д. 4), установлена мемориальная доска.

## Публикации
- Орешников В. М. О состоянии и задачах преподавания живописи и композиции живописи в художественных училищах // Вопросы художественного образования : тем. сб. науч. трудов / Акад. художеств СССР; Ордена Труд. Кр. Знамени Ин-т живописи, скульптуры и архитектуры им. И. Е. Репина. — Л. : ЛИЖСА им. И. Е. Репина, 1971. — Вып. 1. — С. 64–76. — 500 экз.